# Parc Natural del Senyoriu de Bertiz
El Parc Natural del Senyoriu de Bertiz (Parque Natural del Señorío de Bértiz en castellà, Bertizko Jaurerria Natur Parkea en basc) té 2.040 ha, i està situat al nord-oest de Navarra, (Espanya), en el municipi de Bertizarana. S'hi pot accedir pel poble d'Oronoz-Mugaire.
El territori del parc natural va pertànyer a la casa o senyoriu de Bértiz des del segle xiv fins al 1898, quan va ser comprat per Pedro Ciga Mayo, que el remodelà en la seva forma actual i l'any 1949 el donà a la Comunitat foral de Navarra, amb la condició que es conservés sense canvis i que s'emprés únicament amb finalitats educatives, científiques i d'esbarjo.
Al sud, en la zona més baixa, a la riba del Bidasoa i vora el poble d'Oronoz-Mugaire, hi ha el palau i els jardins, de 3,4 ha, que hostatgen una gran col·lecció botànica, amb espècies dutes d'arreu del món.
La resta de la finca, al nord, és una successió de valls i turons coberts de bosc atlàntic autòcton, molt ben conservat a causa d'haver estat poc explotat. Els faigs, roures i verns acompanyen les espècies animals, com els porcs senglars, les guineus, el teixó, el cabirol i l'almesquera i les espècies d'ocells habituals del clima atlàntic.
En el cim del turó d'Aizcolegui s'edificà una casa-castell, actualment abandonada, que té magnífiques vistes del parc. S'hi pot accedir per una pista forestal.